# 夜伽
| ウィキペディアには「夜伽」という見出しの百科事典記事はありません（タイトルに「夜伽」を含むページの一覧/「夜伽」で始まるページの一覧）。 代わりにウィクショナリーのページ「よとぎ」が役に立つかもしれません。 |